# Willisau Stadt
Willisau Stadt (toponimo tedesco) è stato un comune svizzero del Canton Lucerna, nel distretto di Willisau.

## Geografia fisica
Il territorio del comune di Willisau Stadt si estendeva nell'Hinterland lucernese sulle pendici settentrionali del monte Napf.

## Storia
Il comune di Willisau Stadt fu istituito tra il 1798 e il 1807; soppresso il 31 dicembre 2005, il 1º gennaio 2006 è stato accorpato all'altro comune soppresso di Willisau Land per formare il nuovo comune di Willisau.

## Monumenti e luoghi d'interesse

### Architetture religiose
- Chiesa parrocchiale cattolica dei Santi Pietro e Paolo, eretta nell'alto Medioevo e ricostruita nel 1648-1652 e nel 1804-1810 su progetto di Josef Purtschert e Josef Singer, con campanile del XIII-XIV secolo[1];
- Cappella cattolica di San Nicolao auf dem Berg, eretta nel XII-XIII secolo[1];
- Santuario del Santo Sangue, eretto nel XV secolo e ristrutturato nel 1674-1675[1].

### Architetture civili
- Palazzo comunale, attestato dal XV secolo[1];
- Porta superiore (Obertor);
- Porta inferiore (Untertor), ricostruita nel 1979-1980[1].

## Società

### Evoluzione demografica
Nel 2004 Willisau Stadt contava 3 087 abitanti; l'evoluzione demografica è riportata nella seguente tabella:
Abitanti censiti

## Cultura
Dal 1975 la città ospita il Festival jazz di Willisau.

## Economia
L'economia locale si basa prevalentemente sui settori secondario e terziario.

## Infrastrutture e trasporti

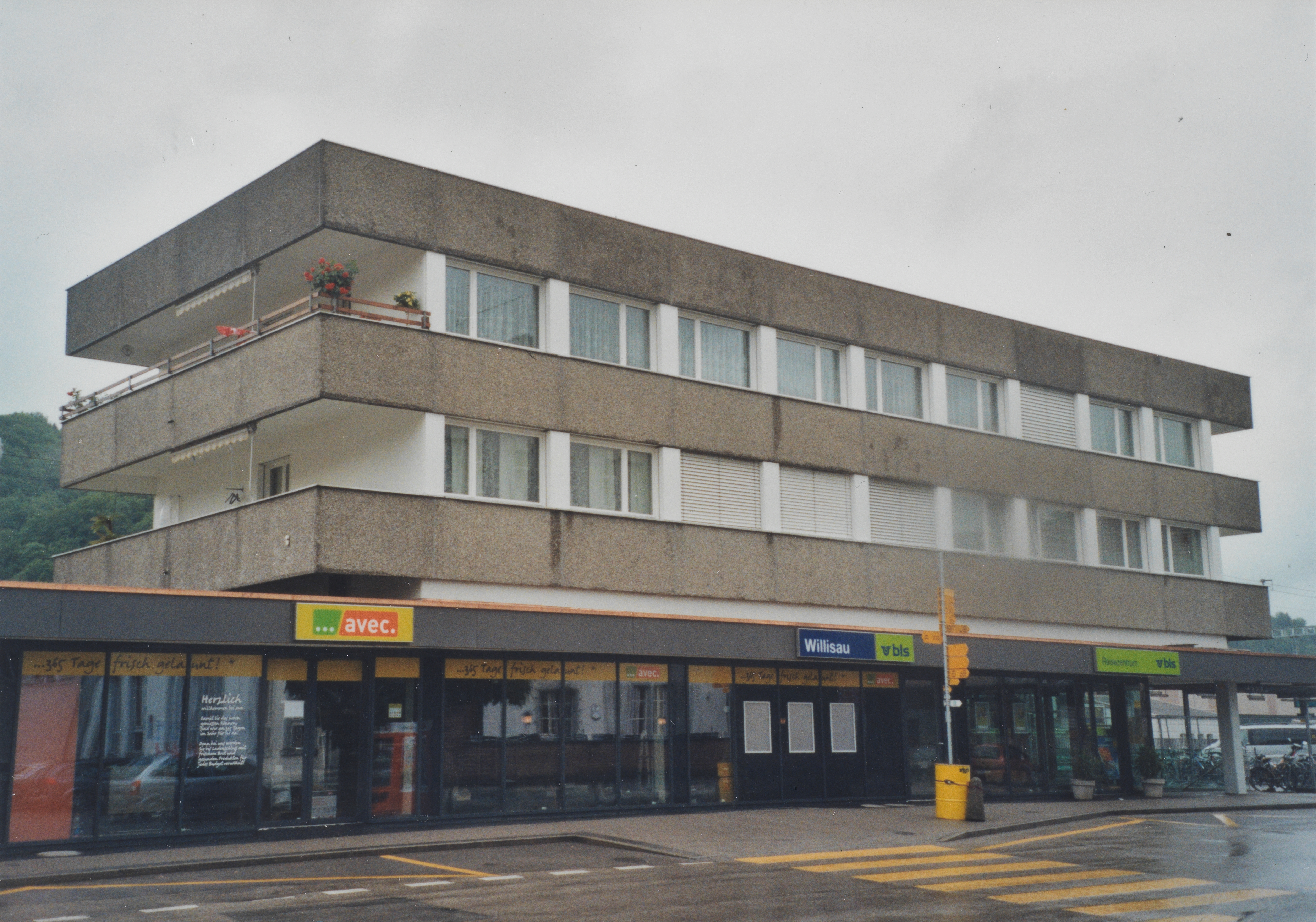
La stazione di Willisau

Willisau Stadt è servita dalla strada principale 2a e dalla stazione di Willisau sulla ferrovia Huttwil-Wolhusen (linee S6, S7 e S77 della rete celere di Lucerna).